# 八木正幸のスリーミーなひととき
『八木正幸のスリーミーなひととき』は2013年3月11日より2023年3月13日まで、毎週月曜日19:00 - 19:59にたんなん夢レディオで生放送されていた情報バラエティ番組である。放送はフリートーク中心に展開されるが不定期で様々なコーナーがあり、ゲストが出演することも多数。毎回放送終了後に「YouTube版スリーミーなひととき」と題したパーソナリティによるアフタートーク動画をYouTubeにアップロードしていた。2017年より自主映画の制作も行っていて番組終了後も続けている。2024年1月9日より「Song is love」の番組内で復活。第２第４火曜日19:00 - 19:59で生放送されている。

## 主な出演者

### パーソナリティ
メーン
- 八木正幸（やぎちゃん）

アシスタント
- 松村碧（ラスカルちゃん）2013年4月[3] - 2018年3月[4]、2022年10月[5] - 最終回
- 八木美治（みはるさん）2018年4月[6] - 2018年12月
- 平田笑美香（えみみちゃん）2019年1月[7] - 2022年8月[8]

ミキサー
- 玉村優多（たまちゃん）2013年3月 - 2016年3月[9]
- 天津弥（あまっちゃん）2016年4月 - 最終回

名古屋支局長（名古屋リポート担当）
- 清水凌（りょうくん）2013年7月 - 2017年3月[10]

探偵局長（なるほど・ザ・ワード担当）
- クラッシャーいさお 2017年4月 - 2017年11月

ウェブ担当・ミキサー補助
- 松浦忠男（カントク）2017年4月 - 最終回

助手（れっきとした歴史・偉人外伝担当）
- スガイサオ 2018年3月 - 最終回

※2022年2月スガイサオからいさおに改名

### 準レギュラー
- 松本一人（お笑い芸人）2014年1月 - 2014年12月
- 天平（お笑い芸人）2014年3月 - 最終回
- 西野雄貴（にしのっち・お笑い芸人）2014年8月 - 最終回
- 石丸智恵（まるっち・チョークアーティスト）2019年7月 - 最終回

## 主なコーナー
- ジェネレーションギャップ ～ リンスはお湯に溶かして使え ～
- 正式名称クイズ これな～に
- 松浦カントクの注目女優を斬る！
- えみみちゃんの社ガールと夕食を
- 昭和とボクと、時々、平成
- いさおの偉人外伝
- 新番組ドレみ～る
- なるほど・ザ・ワード
- れっきとした歴史
- 大喜利
- 名古屋リポートなう
- スリーミーかわら版

## 自主制作映画
- かなたの怪獣（2017年）
- この風は君の声（2018年）
- あほか（2018年）
- おもいでな（2020年）